# Градиленко Дмитро Віталійович
Дмитро Віталійович Градиленко (рос. Дмитрий Витальевич Градиленко; нар. 11 серпня 1969, Москва, СРСР) — радянський та російський футболіст, захисник, майстер спорту, згодом — футбольний агент, телекоментатор.

## Життєпис
Вихованець СДЮШОР ЦСКА Москва. Розпочинав футбольну кар'єру в московських клубах «Червона Пресня», ЦСКА та «Спартак».
У вищій лізі Росії виступав за команди «Спартак», «Лада», ЦСКА, «Ростсільмаш», «Торпедо», «Жемчужина» та нижньогородський «Локомотив», в якому був капітаном. Дебютував у вищій лізі Росії 21 березня 1993 в домашньому матчі московського «Спартака» проти «Спартака» з Владикавказа, замінивши на 64-й хвилині Раміза Мамедова. Зіграв 11 матчів у Кубку СРСР, 9 матчів у Кубку Росії та 7 матчів в єврокубках.
Після завершення кар'єри гравця працював футбольним агентом та коментатором на телеканалі «Спорт», згодом — «Росія-2». Коментував трансляції чемпіонатів світу та Європи 2004, 2006, 2008, 2010 та 2012 року. У 2010-2011 роках перебував на посаді спортивного директора брянського «Динамо». З вересня 2012 по серпень 2015 року займав посаду спортивного директора в футбольному клубі «Зеніт» (Пенза).
1 грудня 2018 року стало генеральним директором клубу «Урожай». Але за даними сайту ПФЛ генеральним директором в «Урожаї» значився Іван Хатильов.
У червні 2019 року відсторонений від футболу (заборона вести будь-яку діяльність, пов'язану з футболом) терміном на один рік.
У вересні 2020 року журналіст видання «Спорт-Експрес» Максим Алланазаров повідомив, що Градиленко працює в службі таксі.

## Досягнення
- Друга ліга СРСР
  -  Чемпіон (1): 1986 (1 зона)

- Перша ліга СРСР
  -  Чемпіон (1): 1989

- Вища ліга СРСР
  -  Срібний призер (1): 1991

- Перша ліга Росії
  -  Чемпіон (1): 1992 (3 зона)

- Кубок чемпіонів Співджружності
  -  Володар (1): 1993 (1 матч)